# 宋建
宋 建（そう けん、? - 214年10月頃)は、中国後漢末期の武将、羌人の反乱者。涼州隴西郡の枹罕の人。『三国志』魏志「武帝紀」・「夏侯淵伝」等に記述がある。

## 事跡
関中軍閥の一人。後漢末期に枹罕で反乱を起こした。『献帝春秋』によると、反乱を起こした宋建と王国は、韓遂（韓約）ら数十人を人質に取り、金城太守の陳懿を殺害した。韓遂は、金城郡の有力者によって身代金を払われ買い戻されると、名を韓遂に改めたという。『後漢書』によると、中平元年（184年）の出来事だったとある。
宋建は河首平漢王を称し、後漢朝廷から自立して独自の年号を定め、丞相以下百官を置いていた。しかし建安19年（214年）、曹操軍の夏侯淵に攻撃され、一月あまり後の10月に枹罕で滅ぼされた。宋建は処刑され、宋建の置いた丞相以下の官吏らもまた同じく殺された。
建安21年（216年）、献帝は曹操を魏王に封じた。その詔勅によると、宋建は韓遂と共に益州の劉備と通じていたとある。
司馬彪の『続漢書』によると、建安17年（212年）10月に益州の周羣は、彗星が五諸侯の星宿に出たのを見て、西方の群雄が皆土地を失うと予言した。『続漢書』では実際に没落した群雄として、益州の劉璋、漢中の張魯、湟中の北宮玉、涼州の韓遂、枹罕の宋建を挙げ、予言が的中したと主張している。
また傅玄の『傅子』では、魏で司馬氏に反乱を起こして敗死した文欽・諸葛誕と共に宋建の名を挙げ、反乱者が碌な最期を迎えられないことを、当時の誰もが知っていたこととして、例示している。宋建と比較に挙げられた群雄や反乱者の名から、宋建自身がそれなりに有力な群雄か、あるいは反乱者として認識されていた可能性はある。